# Landlust Amsterdam
Landlust was een Nederlands basketbalteam uit Amsterdam en een van de oorspronkelijke twaalf teams in de Eredivisie. De club bleef tot seizoen 1992/1993 in de eredivisie, met uitzondering van het seizoen 1972/1973 en staat met 32 seizoenen op een derde plaats van seizoenen in de eredivisie, na EiffelTowers Den Bosch (40) en GasTerra Flames (38).
Landlust speelde tot 1972 zonder sponsor. Bij terugkeer in de eredivisie in 1973 werd de naam Delta Lloyd Amsterdam, een naam die acht jaar behouden bleef. In 1981 nam Black Velvet het sponsorstokje over en werd de naam Black Velvet Canadians. In 1986 werd Sportlife sponsor maar de naam Canadians bleef behouden: Sportlife Canadians. Het seizoen 1990/1991 was een sponsorloos jaar en de club ging door het leven als Canadians Amsterdam. De laatste twee seizoenen werd de club gesponsord door Graydon en heette de club Graydons Canadians.
Het eerste herenteam behaalde in 1962 en 1963 het landskampioenschap. Het vrouwenteam werd landskampioen in 1960, 1980, 1981 en 1986. Ook won het vrouwenteam de NBB-Beker in 1960.